# 华莱士陨击坑
华莱士陨击坑（Wallace）是火星希腊区的一座撞击坑，其中心坐标位于南纬52.9度、西经249.4度处，直径173公里（107英里），该特征取名自英国生物学家阿尔弗雷德·拉塞尔·华莱士（1823年-1913年），1973年被国际天文联合会行星系统命名工作组批准接受。
较小的季霍夫陨击坑位于华莱士陨击坑的西北，而更大的塞奇陨击坑则坐落在它的西南。

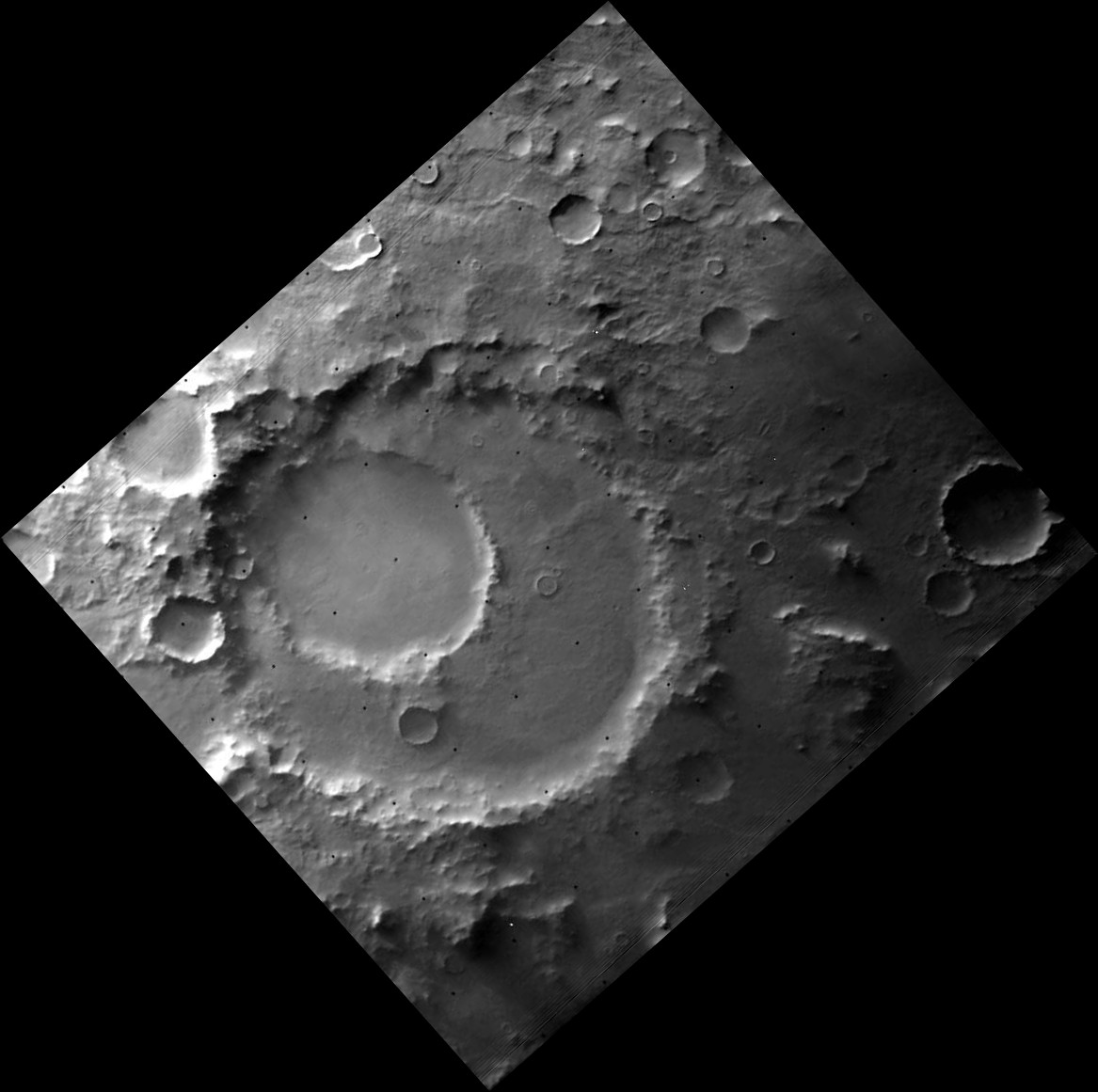
海盗1号轨道器拍摄的拼接图。
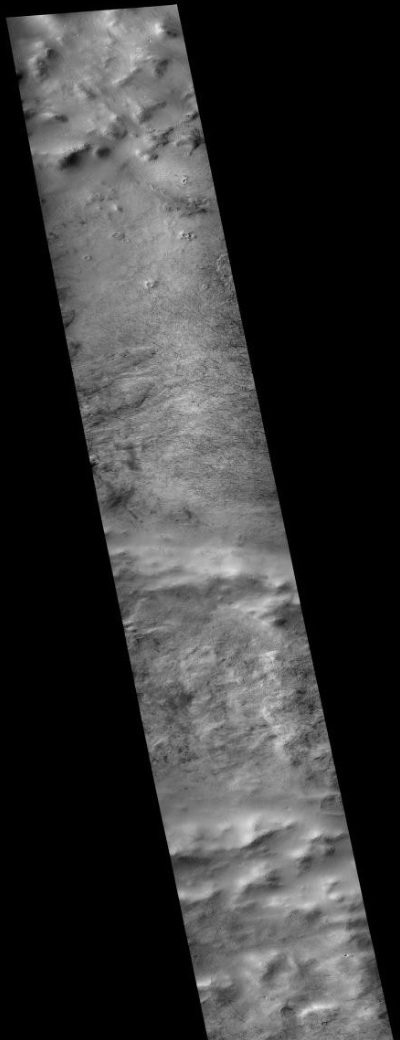
F火星勘测轨道飞行器背景相机拍摄的华莱士陨击坑坑底。
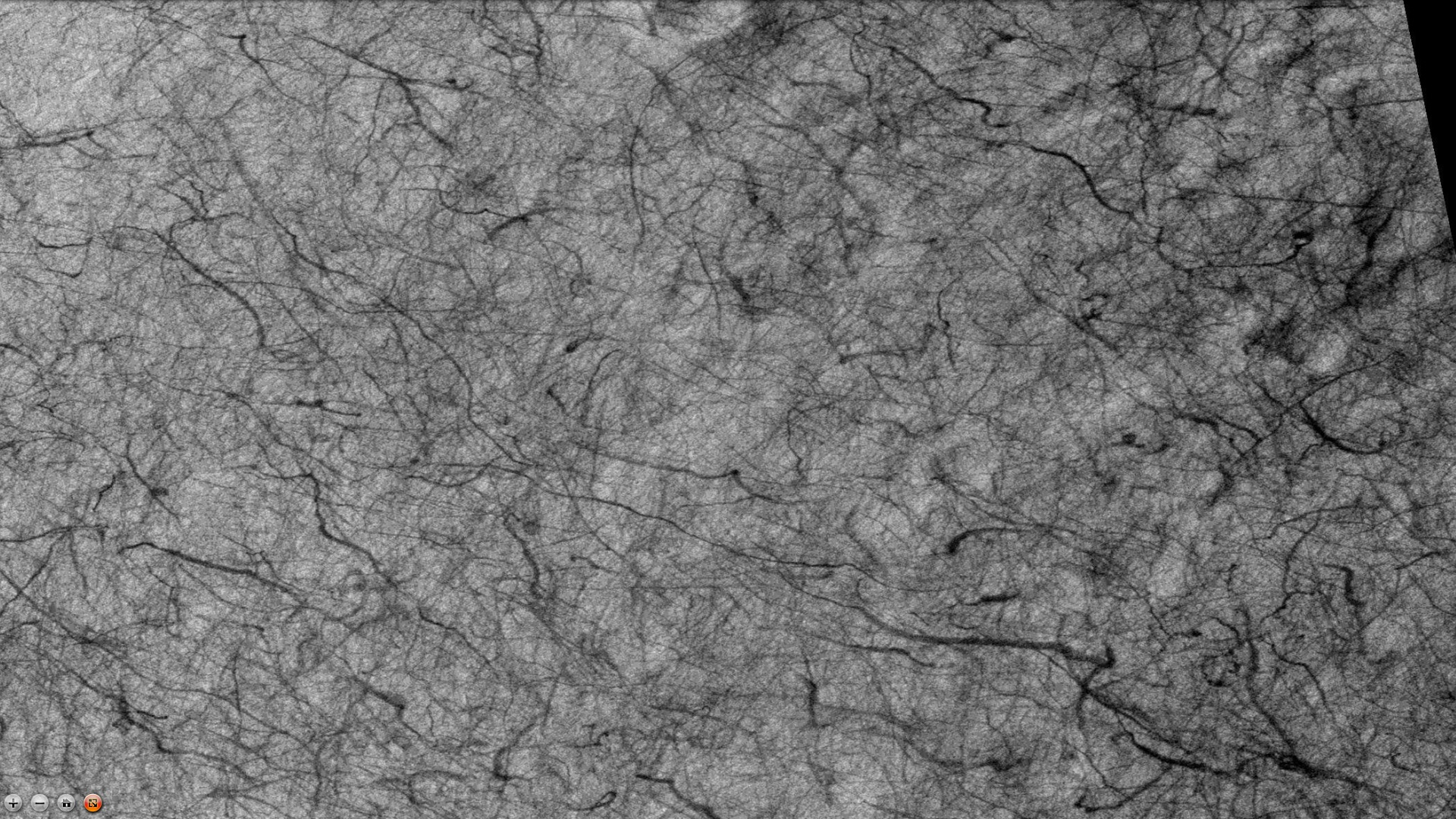
背景相机显示的坑底尘暴痕迹，注：这是前一幅图像的放大版。